# Stěpan Alexejevič Šalajev
Stěpan Alexejevič Šalajev (rusky Степан Алексеевич Шалаев; 5. ledna 1929 Mordovskaja Poljana, Mordvinská ASSR 18. ledna 2022) byl sovětský stranický a státní činitel a odborář.
Původně inženýr a ředitel podniků na těžbu dřeva roku 1963 přešel do odborů jako předseda ÚV odborů zaměstnanců lesního, papírenského a dřevozpracujícího průmyslu; v letech 1968–1980 byl tajemníkem VCSPS (Všesvazové ústřední rady odborů) se zodpovědností za otázky sociálního pojištění, léčebno-lázeňské péče a turistiky. V letech 1982–1990 stál v čele sovětských odborů jako předseda VCSPS. Mezitím krátce zastával funkci ministra lesního, celulózně-papírenského a dřevozpracujícího průmyslu SSSR (1980–82).
Byl kandidátem (1981–82) a členem ÚV KSSS (1982–90), poslancem Nejvyššího sovětu SSSR (1982–89), členem prezídia Nejvyššího sovětu SSSR (1982–89).